# Harmonielehre
Harmonielehre est une composition écrite en 1985 par le compositeur américain John Adams. Le titre de cette composition, pouvant se traduire par l'Étude de l'Harmonie (qui est également le titre d'un livre de Arnold Schoenberg), est une allusion à la combinaison des principes harmoniques de Schoenberg avec ceux du minimalisme.
Adams a déclaré que cette pièce avait été inspirée par un rêve qu'il avait eu, dans lequel roulant sur le pont reliant San Francisco à la Baie de Oakland, il aperçut un pétrolier à la surface de l'eau se tourner brusquement vers le ciel et décoller telle une fusée Saturn V. Ce rêve, de même que la composition qui en a découlé, a clos une situation de cul-de-sac où se trouvait John Adams depuis un an, et les différents mouvements de l'œuvre reflètent cette situation en représentant respectivement : La Libération (I), le désert spirituel (II) et la Grâce (III).

## Mouvements
La composition se décline en trois mouvements :
- I. Le premier mouvement, sans nom, commence par une répétition rapide des cordes en Mi mineur dans un style parfois proche de Philip Glass. Néanmoins, à mi-chemin du mouvement, les violoncelles commencent à jouer une mélodie plus expressive, reprise finalement par l'ensemble de l'orchestre qui jouant sur des références post-romantiques intègre l'esthétique minimaliste en la dépassant.

- II. La blessure d'Amfortas. Le second mouvement, basé sur la légende du Roi Pêcheur, montre également des procédés minimalistes, favorisant de sombres paysages sonores à la manière de Sibelius, se construisant inexorablement pour finalement se jumeler au climat des dissonances brutales que l'on observe dans le premier mouvement de la dixième symphonie inachevée de Gustav Mahler. Telles les blessures ouvertes du légendaire Amfortas qui a inspiré ce mouvement et reflète la situation du compositeur avant sa composition, les tensions de cet air ne sont jamais vraiment résolues.

- III. Meister Eckhardt and Quackie. Le troisième mouvement, selon les propos de Adams, a été inspiré par un rêve qu'il a eu à propos de sa fille Emily, que sa femme et lui ont surnommée "Quackie". Dans ce rêve, la jeune Emily chevauche au travers de l'espace sur les épaules du mystique personnage du XIVe siècle : Meister Eckhart[1]. Dans ce mouvement, les composantes minimalistes sont présentes avec le retour des rythmes répétitifs et de courtes bribes de mélodies, où on entend parfois ''La Lugubre Gondole'' de Liszt, qu'Adams orchestrera quelques années plus tard. L'œuvre, outre un hommage à l’œuvre fondatrice de la musique répétitive, In C de Terry Riley, se termine sur une affirmation triomphante de la tonalité à l'aide des cordes, en Mi bémol.

La première de l'œuvre a été donnée par l'Orchestre symphonique de San Francisco dirigé par Edo de Waart le 21 mars 1985. La durée moyenne de l'œuvre est de 40 minutes.

## Instrumentation
4 flutes (2, 3, 4 aussi piccolos), 3 hautbois (3 aussi cor anglais), 4 clarinettes en Si bémol (aussi 4 clarinettes en La et 2 clarinettes basses) , 3 bassons, contrebasson, 4 cors en Fa, 4 trompettes en Ut, 3 trombones, 2 tubas, timbales, 4 percussionnistes munis de 2 marimbas, vibraphone, xylophone, cloches tubulaires, crotales, glockenspiel, 2 cymbales suspendues (haute et basse), cymbale rivetée, cymbales crash, bell tree, 2 tamtams, 2 triangles, grosse caisse, 2 harpes, piano, vents et cordes.